# Batu Phat Timur
Batu Phat Timur is een bestuurslaag in het regentschap Lhokseumawe van de provincie Atjeh, Indonesië. Batu Phat Timur telt 5710 inwoners (volkstelling 2010).